# Polnische Badmintonmeisterschaft 1982
Die Polnische Badmintonmeisterschaft 1982 fand vom 1. bis zum 3. Mai 1982 in Warschau statt. Es war die 18. Austragung der Titelkämpfe.

## Medaillengewinner
| Disziplin    | Gold                                                                     | Silber                                                                    | Bronze |
| ------------ | ------------------------------------------------------------------------ | ------------------------------------------------------------------------- | --- |
| Herreneinzel | Stanisław Rosko (Technik Głubczyce)                                      | Kazimierz Ciuryś (Technik Głubczyce)                                      | Jerzy Dołhan (Technik Głubczyce) Piotr Rduch (Unia Bieruń Stary)                                                                                |
| Dameneinzel  | Bożena Wojtkowska (Technik Głubczyce)                                    | Ewa Rusznica (Technik Głubczyce)                                          | Anna Zyśk (AZS Gdańsk) Elżbieta Utecht (AZS AWF Wrocław)                                                                                        |
| Herrendoppel | Kazimierz Ciuryś (Technik Głubczyce) Stanisław Rosko (Technik Głubczyce) | Jerzy Dołhan (Technik Głubczyce) Grzegorz Olchowik (Technik Głubczyce)    | Krzysztof Kruk (AZS AWF Wrocław) Jacek Mrozowski (AZS AWF Wrocław) Jerzy Gwóźdź (Unia Bieruń Stary) Norbert Węgrzyn (Unia Bieruń Stary)         |
| Damendoppel  | Ewa Rusznica (Technik Głubczyce) Bożena Wojtkowska (Technik Głubczyce)   | Bożena Siemieniec (Technik Głubczyce) Zofia Żółtańska (Technik Głubczyce) | Ewa Krawczyk (AZS AWF Wrocław) Elżbieta Utecht (AZS AWF Wrocław) Ewa Zdrojewska (Start Gdynia) Anna Źyśk (AZS Gdańsk)                           |
| Mixed        | Jerzy Dołhan (Technik Głubczyce) Bożena Wojtkowska (Technik Głubczyce)   | Stanisław Rosko (Technik Głubczyce) Maria Bahryj (Technik Głubczyce)      | Grzegorz Olchowik (Technik Głubczyce) Bożena Siemieniec (Technik Głubczyce) Krzysztof Kruk (AZS AWF Wrocław) Maria Dobrowolska (Ursus Warschau) |